# Ellery Clark
Ellery Harding Clark (Boston, 13 marzo 1874 – Hingham, 27 luglio 1949) è stato un altista, lunghista, multiplista e pesista statunitense, vincitore di due medaglie d'oro ai Giochi olimpici di Atene 1896.

## Biografia
Nacque ad East Roxbury, quartiere di Boston, nel Massachusetts. Era studente ad Harvard nel periodo in cui comparve tra i migliori atleti statunitensi (dal 1893 al 1912). Nel 1897 vinse il titolo nazionale nell'all around (il moderno decathlon).
Ai Giochi olimpici di Atene 1896 vinse due medaglie d'oro, una nel salto in lungo ed una nel salto in alto.
Soffrì di dolori ai legamenti e restò fermo per un paio di anni. Non vinse mai il titolo nazionale di salto in alto con l'eccezione del 1897 e del 1903, in cui vinse nuovamente l'all around. Partecipò alle Olimpiadi del 1904 nell'all around ma fu costretto a ritirarsi alla quinta gara per una bronchite. Venne classificato, comunque, al sesto posto. Gareggiò fino all'età di 56 anni.
La sua attività professionale fu varia: fu avvocato, insegnante e consigliere della città di Boston. È stato anche autore di 19 libri, dal romanzo "Caribbean" è stato tratto un film nel 1954 e da "Loaded Dice" un altro film (muto) nel 1918.
Nel 1991 è stato inserito nella National Track & Field Hall of Fame.

## Palmarès
| Anno | Manifestazione  | Sede        | Evento         | Risultato | Prestazione | Note            |
| ---- | --------------- | ----------- | -------------- | --------- | ----------- | --------------- |
| 1896 | Giochi olimpici | Atene       | Salto in alto  | Oro       | 1,81 m      | Record olimpico |
| 1896 | Giochi olimpici | Atene       | Salto in lungo | Oro       | 6,3 m       | Record olimpico |
| 1896 | Giochi olimpici | Atene       | Getto del peso | 6º-8º     | n/d         |                 |
| 1904 | Giochi olimpici | Saint Louis | All around     | 5º        | 2 778 p.    |                 |